# Luce
|  | Per a altres significats, vegeu «Luce (cantant)». |

Luce és un despoblat al Comtat de Butte (Califòrnia) a 3 milles (4.8 km) al nord/nord-oest de Magalia seguint la línia fèrria de la Southern Pacific.